# Ullin Place
Ullin Thomas Place (Yorkshire, 24 oktober 1924 – 2 januari 2000) was een Brits filosoof en psycholoog, en professor aan de School of Philosophy van de Universiteit van Leeds. Samen met J.J.C. Smart is hij bekend van de ontwikkeling van de identiteitstheorie in de filosofie van de geest.

## Biografie
Place is in 1924 geboren in Yorkshire en studeerde aan de Universiteit van Oxford onder Gilbert Ryle. Hier raakte hij bekend met de filosofie van de geest in de behavioristische traditie, waarvan Ryle een van de sterkste vertolkers was.
Ryles lessen hebben een voorname invloed gehad op Place, met name de opvatting dat de geest geanalyseerd kan worden in termen van gedrag(sdisposities). Dit was een alternatief voor het lichaam-geest dualisme van Descartes, dat volgens Ryle uitging van "de geest in de machine". Place zou in de jaren vijftig van de twintigste eeuw het logisch behaviorisme als theorie van de geest combineren met de identiteitstheorie. De identiteitstheorie beperkte Place in tegenstelling tot bijv. David Armstrong (filosoof) tot bewustzijnsprocessen die gelijkgesteld kunnen worden aan hersenprocessen. Voor andere mentale verschijnselen zoals opvattingen (beliefs), intenties en wensen was het logisch behaviorisme de juiste theorie. Dit paste goed bij Place's sympathie voor de behavioristische benadering in de psychologie. Hij ging zelfs zo ver, dat hij het "radicaal behaviorisme" van B.F. Skinner zou verdedigen tegen de kritieken van Noam Chomsky en de opkomende beweging van de cognitieve psychologie.

## Werk
Samen met J.J.C. Smart is Place bekend geworden als grondlegger van de identiteitstheorie, die het filosofische behaviorisme in de filosofie van de geest geleidelijk zou verdringen. In de publicatie uit 1956 Is consciousness a brain process? formuleerde Place de stelling, dat mentale toestanden gelijk zijn aan fysieke verschijnselen, ofwel de geest is niets anders dan een hersenproces. Misschien dient men de mentale toestanden als neuronale toestand te identificeren. Door deze stellingname is Place in de jaren 60 en 70 gezien als vader van het materialistische mainstream in de filosofie van de geest.

## Publicaties
- 1956, "Is consciousness a brain process?" in: British Journal of Psychology 47 (1956), pp. 44–50
- 1981, "Skinner's Verbal Behavior - why we need it" in: Behaviorism, 1981.
- 1999, "Token- Versus Type-Identity Physicalism", in: Anthropology and Philosophy, Vol. 2, nº 2, 1999.
- 2000, "The Role of the Hand in the Evolution of Language", in: Psycoloquy: 11(007) Language Gesture (1)
- 2004, Identifying the mind. Selected papers, Oxford: OUP.